# Ernesto I de Saxe-Altemburgo
Ernesto I (Ernesto Frederico Paulo Jorge Nicolau), (16 de setembro de 1826 - 7 de fevereiro de 1908) foi um duque de Saxe-Altemburgo. Filho mais velho do duque Jorge de Saxe-Altemburgo e da sua esposa, a duquesa Maria Luísa de Mecklemburgo-Schwerin;viria a suceder ao seu pai em 1853.

## Família
Ernesto era filho mais velho do duque Jorge de Saxe-Altemburgo e da duquesa Maria Luísa de Mecklemburgo-Schwerin. Os seus avós paternos eram o duque Frederico de Saxe-Altemburgo e a duquesa Carlota Jorgina de Mecklemburgo-Strelitz. Os seus avós maternos eram o duque-hereditário Frederico Luís de Mecklemburgo-Schwerin e a grã-duquesa Helena Pavlovna da Rússia. A sua tia paterna, a duquesa Helena de Mecklemburgo-Schwerin, era mãe de Filipe, conde de Paris.

## Casamento e descendência
Ernesto desposa da princesa Inês de Anhalt-Dessau, em Dessau, no dia 28 de abril de 1853. Inês era irmã do duque Frederico I de Anhalt. Desta união nascem dois filhos:
1. Maria Frederica Leopoldina Jorgina Augusta Alexandra Isabel Teresa Josefina Helena Sofia (2 de agosto de 1854 - 8 de outubro de 1898), casada com o príncipe Alberto da Prússia.
2. Jorge Leopoldo Ernesto José Alexandre Frederico Luís João Alberto (1 de fevereiro de 1856 - 29 de fevereiro de 1856), morreu com poucos dias.

## Genealogia
| Ernesto I de Saxe-Anhalt | Pai: Jorge de Saxe-Altemburgo             | Avô paterno: Frederico de Saxe-Altemburgo             | Bisavô paterno: Ernesto Frederico III, Duque de Saxe-Hildburghausen |
| Ernesto I de Saxe-Anhalt | Pai: Jorge de Saxe-Altemburgo             | Avô paterno: Frederico de Saxe-Altemburgo             | Bisavó paterna: Ernestina Augusta de Saxe-Weimar                    |
| Ernesto I de Saxe-Anhalt | Pai: Jorge de Saxe-Altemburgo             | Avó paterna: Carlota Jorgina de Mecklemburgo-Strelitz | Bisavô paterno: Carlos II de Mecklemburgo-Strelitz                  |
| Ernesto I de Saxe-Anhalt | Pai: Jorge de Saxe-Altemburgo             | Avó paterna: Carlota Jorgina de Mecklemburgo-Strelitz | Bisavó paterna: Frederica de Hesse-Darmstadt                        |
| Ernesto I de Saxe-Anhalt | Mãe: Maria Luísa de Mecklemburgo-Schwerin | Avô materno: Frederico Luís de Mecklemburgo-Schwerin  | Bisavô materno: Frederico Francisco I de Mecklemburgo-Schwerin      |
| Ernesto I de Saxe-Anhalt | Mãe: Maria Luísa de Mecklemburgo-Schwerin | Avô materno: Frederico Luís de Mecklemburgo-Schwerin  | Bisavó materna: Luísa de Saxe-Gota-Altemburgo                       |
| Ernesto I de Saxe-Anhalt | Mãe: Maria Luísa de Mecklemburgo-Schwerin | Avó materna: Helena Pavlovna da Rússia                | Bisavô materno: Paulo I da Rússia                                   |
| Ernesto I de Saxe-Anhalt | Mãe: Maria Luísa de Mecklemburgo-Schwerin | Avó materna: Helena Pavlovna da Rússia                | Bisavó materna: Maria Feodorovna (Sofia Doroteia de Württemberg)    |